# Leucocoryne incrassata
Leucocoryne incrassata är en amaryllisväxtart som beskrevs av Rodolfo Amando Philippi. Leucocoryne incrassata ingår i släktet Leucocoryne och familjen amaryllisväxter. Inga underarter finns listade i Catalogue of Life.